# Grzegorz Kmiecik
Pour les articles homonymes, voir Kmiecik.
Grzegorz Kmiecik, né le 17 avril 1984 à Cracovie, est un footballeur polonais. Il occupe le poste d'attaquant dans les années 2000.
Il est le fils de l'ancienne gloire du Wisła Cracovie, Kazimierz Kmiecik, meilleur buteur de l'histoire du club.

## Biographie
Formé au Wisła Cracovie, Grzegorz Kmiecik fait ses débuts dans le championnat polonais le 31 juillet 2004, lors du match GKS Katowice - Lech Poznań, alors qu'il est prêté à Katowice.
S'ensuivront ensuite quatre nouveaux prêts, qui permettent au joueur d'accumuler du temps de jeu.
Au début d'année 2008, il revient au Wisla et tente de se faire une place aux côtés de Pawel Brozek, le titulaire indiscutable. Il joue son premier match en championnat avec la Biała Gwiazda le 22 février face au Korona Kielce (match nul 1-1), lors duquel il entre en jeu à la 78e minute. Par la suite, il est envoyé en équipe réserve, et ne prend pas davantage part au titre de champion du Wisla. En juillet 2008, Kmiecik est titulaire lors de la Supercoupe de Pologne et égalise face au Legia Varsovie, ce qui s'avérera inutile puisque le Legia reprendra l'avantage à la 87e minute. Mais à nouveau, il est mis à disposition de la réserve lors des mois suivants.
En janvier 2009, après avoir résilié son contrat avec le Wisla, il s'engage au Stal Stalowa Wola en deuxième division.
Il ne retrouvera plus le plus haut niveau du football polonais, et enchaînera plusieurs piges dans différents clubs amateurs.

## Palmarès
- Champion de Pologne : 2008
- Finaliste de la Supercoupe de Pologne : 2008